# Чудовищная сила
«Чудовищная Сила» (англ. Monster Force) — мультипликационный сериал, состоящий из 13 эпизодов, созданный в 9 апреля, 1994 году к Universal Cartoon Studios и канадская студия Lacewood Productions. События начинаются примерно в 2020 году, когда некая группа студентов организует команду «Чудовищная сила», которая с помощью специальных технологий ведёт борьбу с монстрами и нечистью по всему миру. Кто-то решил вступить в команду ради борьбы со злом, некоторые посчитали это своим долгом, но основная причина заключалась в Дракуле, который являлся главным злодеем всех времён. Сериал транслировался на Universal / MCA TV с 1994, и в России сериал показывали с 22 января по 7 февраля 1996 года в 15.20 на ОРТ.

## Сюжет
Так именует себя команда, состоящая из пяти человек (один из которых может по собственному желанию превращаться в оборотня) и монстра Франкенштейна, которая уничтожает нечисть по всему миру, но их основная цель — Граф Дракула и оборотень, покусавший дедушку одного из членов команды. В арсенале команды самые последние новшества техники.

## Персонажи

### Чудовищная Сила
- Доктор Рид Кроули — блестящий ученый, а также главный тактик и стратег команды. Он когда-то был пленником Дракулы и с тех пор поклялся покончить с его господством. Очевидно, что он и изобрел все ультрасовременное оружие и оборудование, которое использует Отряд. Одно из его самых лучших изобретений – EMACS - позволяет обычным людям сражаться со сверхъестественными темными силами на достойном уровне.
- Трэп Хансен — вполне уверенный в себе, человек действия и оптимист по жизни. Знает множество военных искусств, а с помощью технологий он становится ещё более мощным и смертоносным. Его специальная атака – Шторм Молний.
- Ланс МакГрадер — специалист по оружию дальнего действия. Стреляет холодом, высокой температурой, электричеством, и прочими элементами. В повседневной жизни он — скромный, в меру застенчивый, но всегда оптимистично настроенный и любопытный молодой человек.
- Шелли Франк — экстрасенс, имеет навыки телепатии. Она единственная женщина в Отряде, а также единственный человек, который способен при помощи своего костюма летать. К сожалению, эта способность делает её атаки не такими эффективными в бою, как у других членов команды.
- Люк Тальбот — единственный оборотень в команде и единственный, помимо Франкенштейна, кто не использует высокие технические устройства, изобретенные Доктором. Фактически, он — добродушный молодой человек, зараженный ликантропией. Это проклятие над его родом вот уже несколько поколений, с того самого момента, как его деда, Лоренса Тальбота, укусил оборотень. Иногда Люк не может контролировать себя в форме зверя, и друзья должны ограничивать его, чтобы он не отведал человеческой плоти и не остался навсегда оборотнем.
- Монстр Франкенштейн – тот самый монстр, который был создан Виктором Франкенштейном, но в этом сериале является положительным героем. Он обладает невероятной силой и выносливостью, к тому же может быть возрожден, если пропустить через его тело приблизительно 20 кВ. Франкенштейн телепатически связан с Шелли.

### Создания Ночи
- Граф Дракула — принц Тьмы. Является главным злодеем сериала и главным врагом как всего Отряда, так и доктора Рида Кроули лично. Несмотря на то, что он — вампир, кажется вежливым, очаровательным и благородным. Обладает такими способностями как метаморфозы, гипноз, иллюзии и некоторыми другими.
- Оборотень Бэла. Человеческий облик — Найлс Люпон. На первый взгляд кажется, что это вполне безобидный старичок, но это далеко не так… Именно он тот оборотень, который укусил Лоренса Тальбота (дедушку Люка Тальбота) и из-за него проклят весь род Тальботов. Был дворецким в их поместье. Несмотря на свой возраст, в форме оборотня чрезвычайно силен и быстр, а также неуязвим ко всем видам оружия, кроме энергетического и сделанного из серебра.
- Мумия Имхотеп. При жизни был Верховным Жрецом в древнем Египте. Он любил Принцессу Анаксунамун, но им не суждено было быть вместе. Фараон узнал об их тайной связи, и обоих приговорил к смертной казни. Перед смертью, Имхотеп пообещал вернуть к жизни Анаксунамун. В XXI веке археологи случайно пробудили его к жизни. Обладает неуязвимостью к энергетическим выстрелам, может насылать песчаные бури и сам может превратиться в пылевой смерч. Кроме этого, он может бросить ледяное дыхание, которое немедленно замораживает любые объекты, в том числе и людей.
- Чудовище из Чёрной Лагуны — таинственная амфибия. Может жить как в воде, так и на суше. Обладает огромной физической силой и специальной способностью сверхзвукового пронзительного звука, разрушающей материальные объекты. Появляется и исчезает внезапно.
- Невеста Франкенштейна — создана Виктором Франкенштейном для того, чтобы составить компанию своему «первенцу». Не являясь ни злой, ни доброй, она просто хочет быть оставленной в покое каждым, включая её намеченного мужа, который всё ещё сильно любит её.

## Эпизоды
| Эпизоды | английское название                          | Русское название                      | Дата премьеры     |
| ------- | -------------------------------------------- | ------------------------------------- | ----------------- |
| 1       | Sign of the Dragon                           | Знак Дракона                          | US: 1994 RU: 1996 |
| 2       | Stalking the Beast                           | Преследование зверя                   | US: 1994 RU: 1996 |
| 3       | Immortality of Evil                          | Бессмертие зла                        | US: 1994 RU: 1996 |
| 4       | Return of the Creature from the Black Lagoon | Возвращение Существа из Чёрной Лагуны | US: 1994 RU: 1996 |
| 5       | Dark Deception                               | Темный обман                          | US: 1994 RU: 1996 |
| 6       | He Walks Again                               | Он снова ходит                        | US: 1994 RU: 1996 |
| 7       | Dark City                                    | Темный город                          | US: 1994 RU: 1996 |
| 8       | Prisoner of Kaliaga                          | Узник Калиаги                         | US: 1994 RU: 1996 |
| 9       | The Rage of Frankenstein's Bride             | Ярость невесты Франкенштейна          | US: 1994 RU: 1996 |
| 10      | The Return of the Mummy                      | Возвращение мумии                     | US: 1994 RU: 1996 |
| 11      | In Pursuit of the Wolf                       | В погоне за волком                    | US: 1994 RU: 1996 |
| 12      | Caged Fury                                   | Ярость в клетке                       | US: 1994 RU: 1996 |
| 13      | Operation Morning Light                      | Операция Утренний Свет                | US: 1994 RU: 1996 |